# Diran Vosguiritchian
Diran Vosguiritchian (aussi orthographié Vosguéritchian ou Voskéritchian, arménien : Տիրան Ոսկերիջեան), né le 16 février 1914 à Diyarbakır (Empire ottoman) et mort le 26 février 1992 à Clamart, est un résistant et militant communiste franco-arménien.

## Biographie

### Débuts
Diran Vosguiritchian naît le 16 février 1914 à Diyarbakir, dans l'Empire ottoman. Après la Première Guerre mondiale, sa famille émigre au Caire, où il est élève de l'école arménienne locale et où il rencontre Haïg Tebirian.
En 1928, il adhère au Parti communiste égyptien puis intègre le Comité central en 1929. Il est ensuite envoyé suivre les cours de l’École internationale Lénine à Moscou en juillet 1931 et y retrouve en 1933 Haïg Tebirian, venu étudier à l’Institut Narimanov des Langues Orientales.
En 1936, Diran Vosguiritchian est envoyé en France afin d’encadrer la section arabe des cadres. Son parcours croise de nouveau celui de Haïg Tebirian, car ils sont tous les deux hébergés dans une famille de militants communistes arméniens, les Bédanian, à Bagneux. Dans cette ville, ils intégrèrent ensemble la cellule locale du Parti communiste français avant de prendre contact avec la sous-section arménienne et avec la Section française du Comité de secours pour l'Arménie.

### Fin des années 1930 et Deuxième Guerre mondiale
Le 28 février 1938, Diran Vosguiritchian est visé par un arrêté d’expulsion. Le 29 septembre 1939, deux jours après la perquisition ayant visé l’association pro-soviétique Union populaire franco-arménienne dont il est alors l’un des animateurs, il est arrêté et interné au camp de Roland-Garros. Le 12 octobre 1939, il est envoyé au camp du Vernet et assigné au quartier C avec entre autres le Dr Haïg Kaldjian, son ami et secrétaire de l’Union populaire franco-arménienne, qui parvient à le guérir de la dysenterie.
Comme certains de ses amis arméniens et russes, Diran Vosguéritchian décide au printemps 1941 de partir travailler en Allemagne en vertu d’une disposition autorisant le recrutement de main d’œuvre parmi les internés étrangers.
Il rentre à Paris en octobre 1942, et est rapidement recruté par Missak Manouchian, alors chargé de sélectionner les FTP-MOI arméniens à Paris. Diran Vosguéritchian devient donc résistant mais ne participe qu’à deux actions armées. À la chute des FTP-MOI parisiens en novembre 1943, il parvient à se cacher dans des familles arméniennes de la région parisienne avant de rejoindre la province.
Lui qui œuvrait déjà au sein du « secteur russe » du Travail allemand sous la direction de Boris Matline, il se rend en zone Sud et y encadre les actions visant à faire déserter les prisonniers soviétiques enrôlés par les Allemands, jouant un rôle important pour recruter les légionnaires arméniens de la Wehrmacht dans la MOI. Il est envoyé à Lyon en mars 1944, puis se rend en mai dans le Gard puis en Lozère où il met en place des équipes chargées de mener au maquis FTP du Collet-de-Dèze (Cévennes) les légionnaires soviétiques stationnés à Mende. Il rentre à Lyon début août 1944 et, sous le pseudonyme de Commandant Joseph, il forme avec une cinquantaine de combattants arméniens le détachement Manouchian qui est ensuite reversé dans les FTP-MOI Carmagnole. Avant de pouvoir regagner Paris, Diran Vosguiritchian passe deux mois en Normandie près de Granville chez des paysans.

### Après la guerre
À la Libération, il devient l’un des animateurs du Front national arménien (FNA) qui avait servi de base arrière aux Arméniens de la MOI depuis le printemps 1943 et qui sortait de la clandestinité ; en collaboration avec les autorités soviétiques, le FNA (interdit en 1948) cherche alors à faciliter le rapatriement des Arméniens de France en RSS d'Arménie. Son épouse Jebdoun (née Tchoukhassezian), agent de liaison pendant la guerre, est quant à elle nommée vice-présidente de la Jeunesse arménienne de France (JAF), une organisation pro-soviétique également issue de la Résistance.
Diran Vosguiritchian conserve ensuite des relations privilégiées avec les représentants soviétiques en France et séjourne à plusieurs reprises en Arménie soviétique.
Il devient un compagnon de route de l’organisation se réclamant du marxisme-léninisme « Libération arménienne » et apporte en 1984 son soutien aux quatre preneurs d’otage de l’ASALA (Armée secrète arménienne de libération de l’Arménie) jugés en Cour d’assises pour avoir participé à l'Opération Van.
Bien que membre de la Commission nationale arménienne (CNA) du PCF, Diran Vosguéritchian est courtisé par le Parti socialiste au cours des années 1980, à l’instar de son amie Mélinée Manouchian.
Il vivait à Issy-les-Moulineaux.
Il meurt le 26 février 1992 à Clamart, mort notamment déplorée par François Mitterrand.

## Récompense
- Chevalier de la Légion d'honneur le 12 janvier 1989 par François Mitterrand[5].

## Œuvre
- (hy) Հայ արձակազէ՛նի մը յուշերը [« Mémoires d’un franc tireur arménien »], Beyrouth, Impr. Donigiuan et Fils,‎ 1974, 351 p., PDF (lire en ligne )